# Prepona praeneste
Prepona praeneste är en fjärilsart som beskrevs av William Chapman Hewitson 1859. Prepona praeneste ingår i släktet Prepona och familjen praktfjärilar. Inga underarter finns listade i Catalogue of Life.

## Bildgalleri

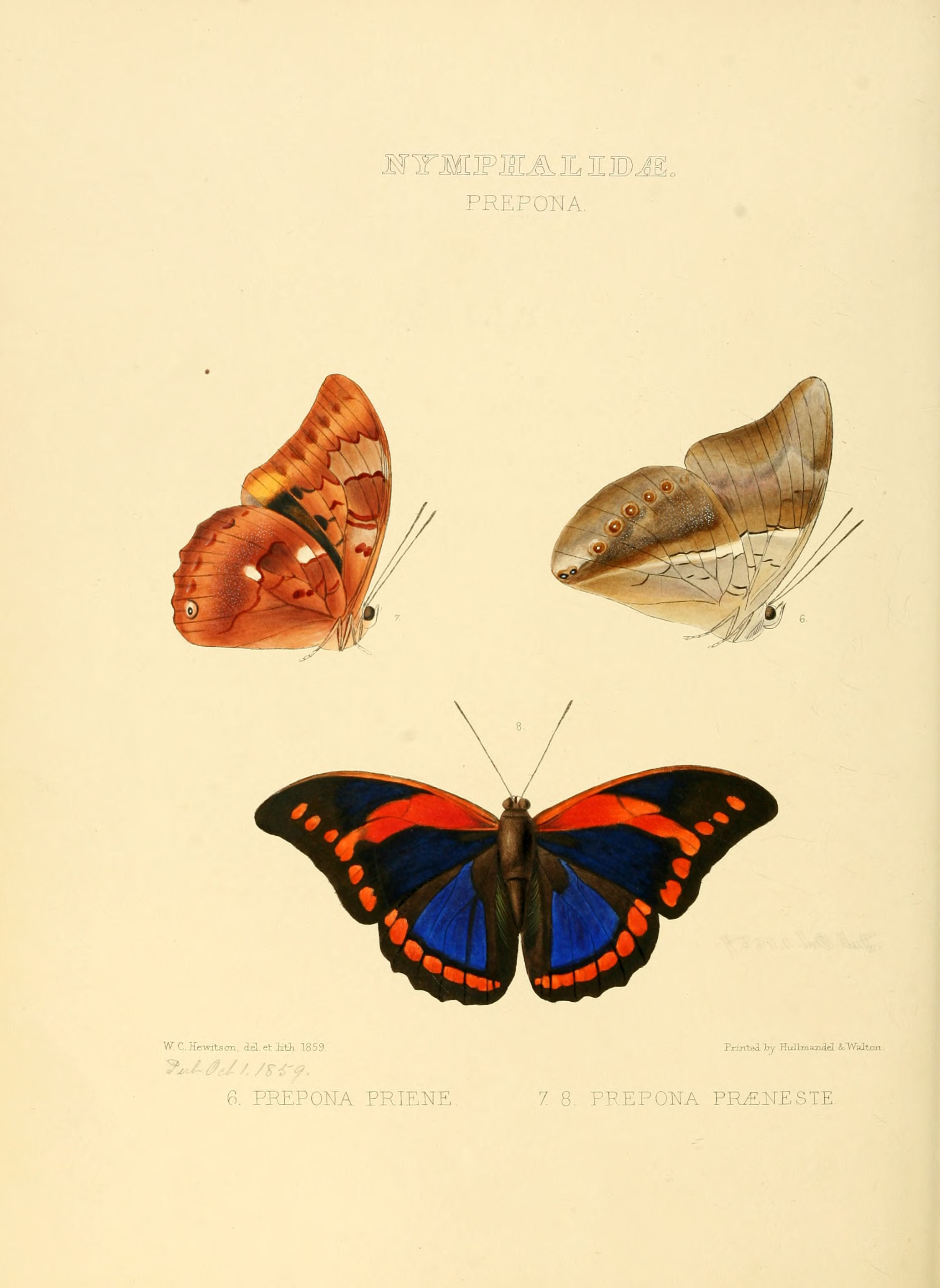
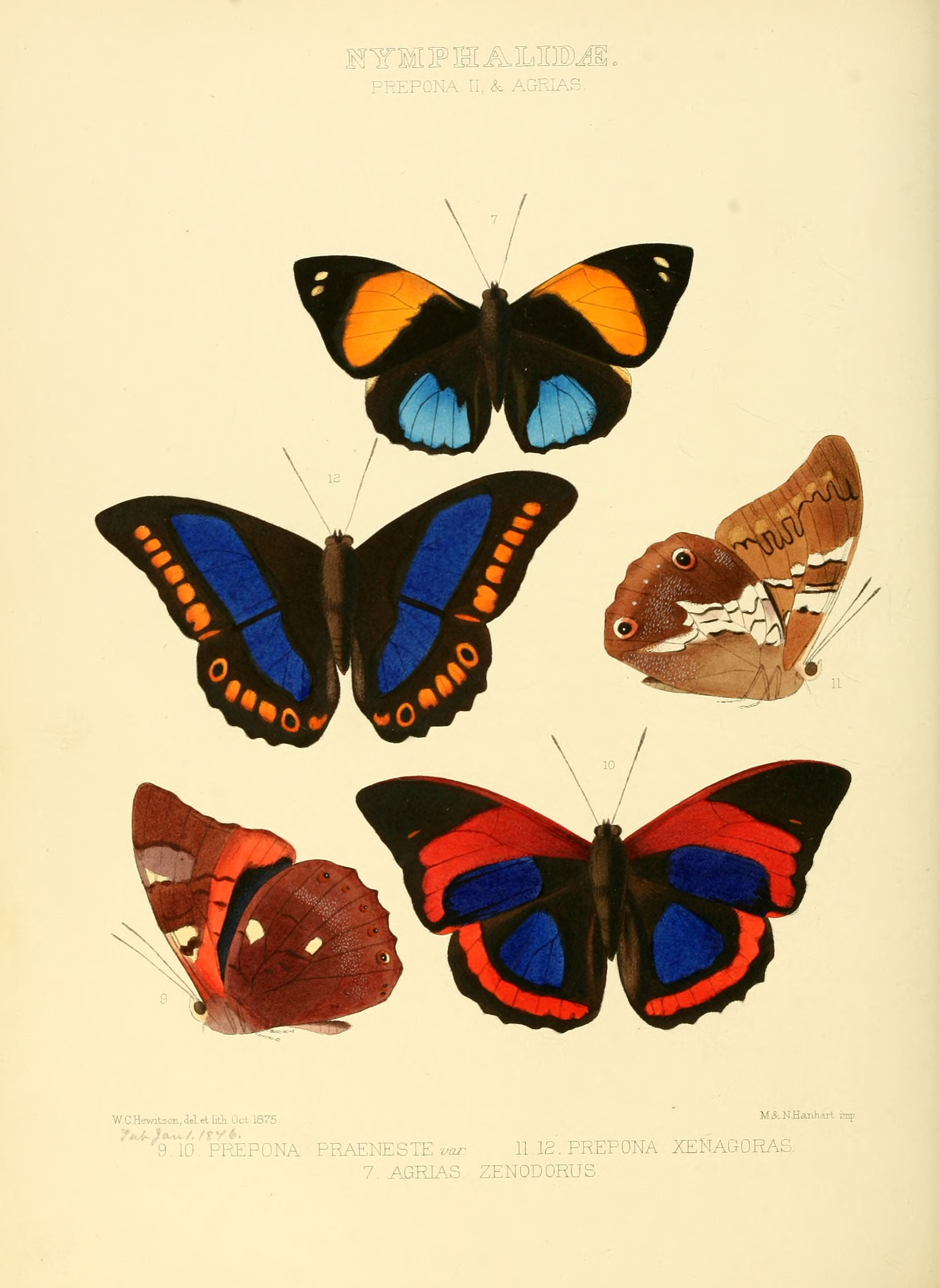
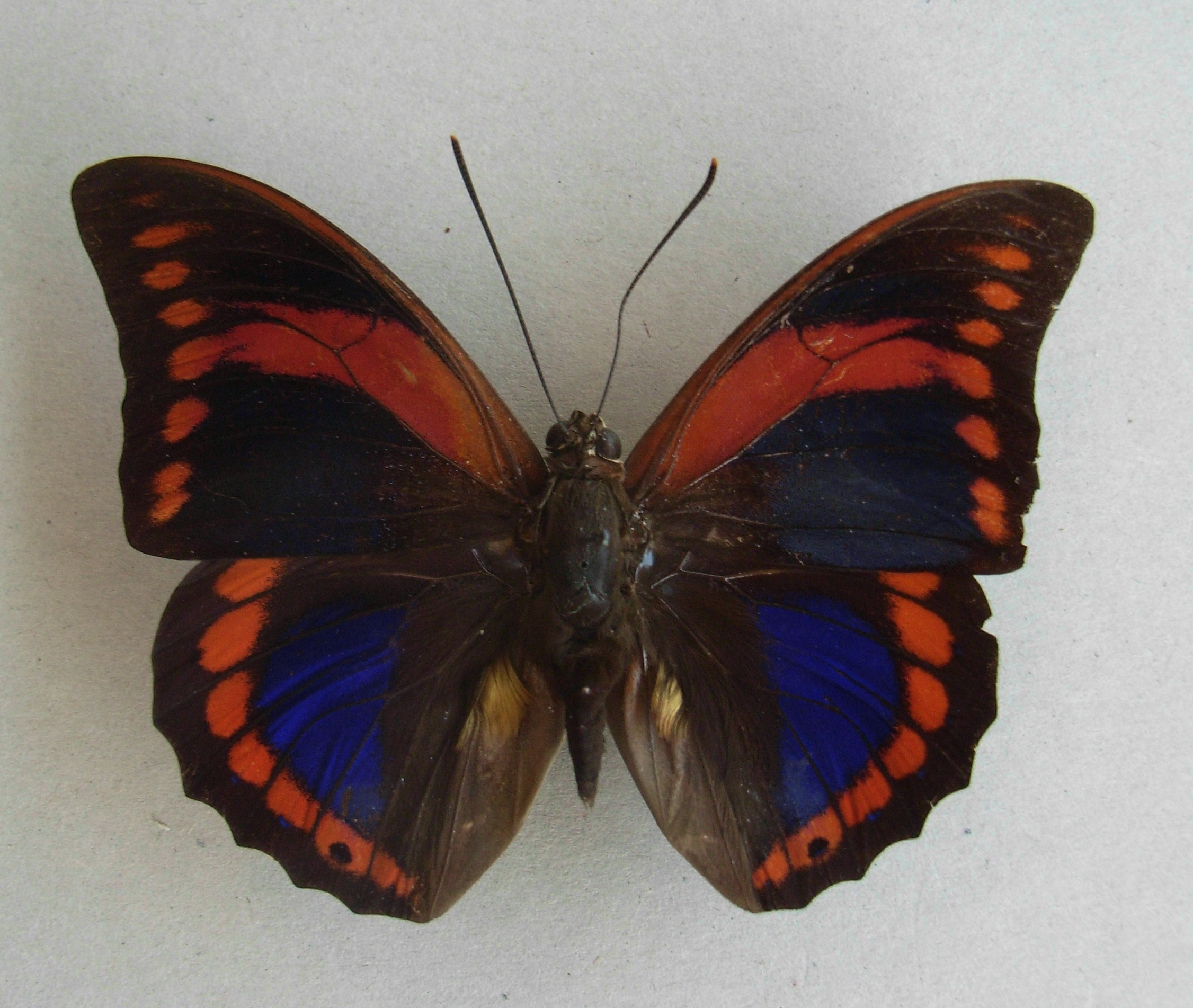
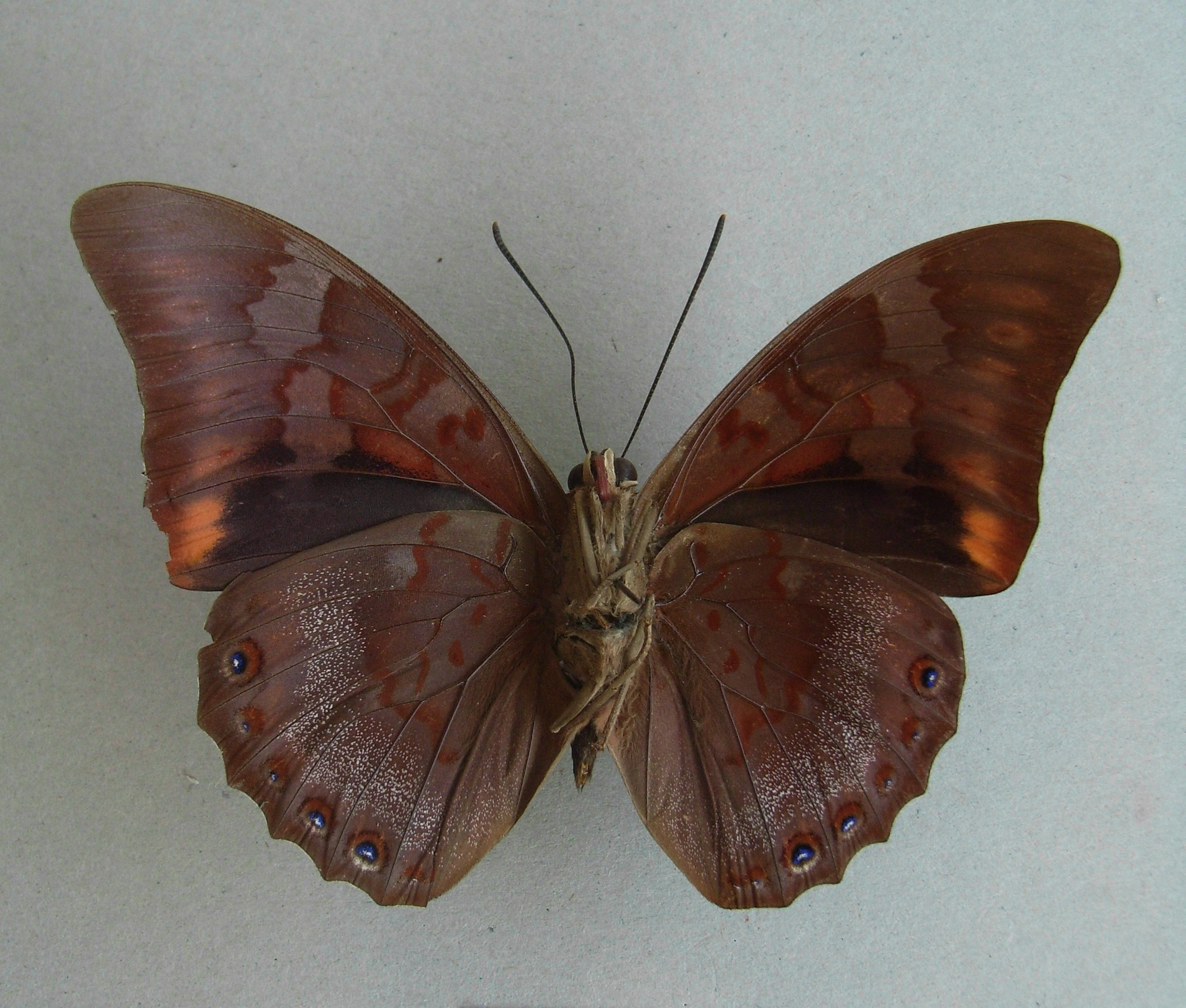